# Terebellides brevis
Terebellides brevis är en ringmaskart som beskrevs av Imajima och Williams 1985. Terebellides brevis ingår i släktet Terebellides och familjen Trichobranchidae. Inga underarter finns listade i Catalogue of Life.